# Hængeparti
Hængeparti er et skakparti som afbrydes for at genoptages senere. Ved afbrydelse af partiet skriver spiller der er i trækket sit næste træk på en seddel og den lægges i en konvolut. Når spillet genoptages åbnes konvolutten og trækket udføres og spillet kan fortsætte. Hængepartier blev i løbet af 1990'erne mindre udbredt.[kilde mangler] Verdensmesterskabet i 1995 mellem Garri Kasparov - Viswanathan Anand, var således uden hængepartier. Årsagerne er, at betænkningstiden i skak er blevet meget kortere, fordi man ønsker en hurtigere afslutning, og at den bedre analyse af skak på computer i mange tilfælde gør det muligt at analysere et hængeparti helt til sin afslutning, inden det genoptages.
Udtrykket anvendes også i overført betydning om en opgave eller et stykke arbejde som ikke er blevet færdiggjort til tiden.

## Reference
1. ↑  World Chess Championship : 1995 Kasparov - Anand